# Zestigers (Nederlandse literatuur)
Met de Zestigers wordt een literaire beweging in Nederland uit de jaren zestig aangeduid. Na de vrije opvattingen van de literaire beweging de Vijftigers, predikten zij een nieuw realisme. De belangrijkste vertegenwoordigers hadden zich geschaard rond het tijdschrift Gard Sivik en De Nieuwe Stijl en het Amsterdamse tijdschrift Barbarber. 

## Literaire beweging
De Vijftigers en de Cobra streefden naar vrijheid. Esthetische conventies en traditionele lyriek diende te wijken voor de persoonlijke expressie. In de poëzie werd gestreefd naar vernieuwing door taalexperiment, waarin de spontane creativiteit voorgesteld werd. 
De Zestigers gingen hier tegen in met een neorealistische stroming, waarin de realiteit als vorm van kunst werd gepresenteerd. Zij waren fel gekant tegen de 'verbale experimenteerkunst van de Vijftigers'. Beeldspraak en de persoonlijke gevoelens van de kunstenaar werden afgewezen. Verwant met het Amerikaanse popart zocht men zijn inspiratie in de werkelijkheid, en vond dit bijvoorbeeld in reclameteksten. 
Deze literaire avant-garde beweging was in zijn tijd invloedrijk, maar is later juist bekritiseerd als "geperverteerd door commercie."

## Vertegenwoordigers
De belangrijkste vertegenwoordigers van de Zestigers zijn enerzijds Armando, Hans Verhagen, Cor Vaandrager en Hans Sleutelaar rond de tijdschriften Gard Sivik en de De Nieuwe Stijl.
Anderzijds worden K. Schippers en J. Bernlef rond het Amsterdamse tijdschrift Barbarber ook tot de Zestigers gerekend. Hun motto was: 
(...) de overtuiging dat alles materiaal voor poëzie kon zijn, de tendens dat materiaal meer voor zichzelf te laten spreken, de eigen persoonlijkheid en problematiek zo weinig mogelijk of in ieder geval zo indirect mogelijk op de voorgrond te laten treden.— Bernlef en Schippers
Tegelijk bestreden de redacteuren van Barbarber tegen hun eigen theorievorming, en presenteerde zich ook als "een uit de hand gelopen grap."